# Andrzej Wojciech Wiśniewski
Andrzej Wojciech Wiśniewski (ur. 1942, zm. 17 grudnia 2022) – polski informatyk, dr hab. inż.

## Życiorys
Obronił pracę doktorską, następnie uzyskał stopień doktora habilitowanego. Został zatrudniony na stanowisku profesora w Zakładzie Służby Prewencyjnej Wyższej Szkole Policji w Szczytnie, oraz w Instytucie Informatyki na Wydziale Nauk Ścisłych Akademii Podlaskiej.
Był profesorem nadzwyczajnym w Instytucie Informatyki na Wydziale Nauk Ścisłych Uniwersytetu Przyrodniczego i Humanistycznego w Siedlcach.